# Полісинтетичні мови
Полісинтетичні мови, інша назва — Інкорпоративні — мови, в яких різні частини висловлення у вигляді аморфних слів основ об'єднані в єдині складні комплекси, сукупність яких оформляється службовими елементами; різновид синтетичних мов, у яких усі граматичні значення передаються в складі слова, для якого характерне послідовне приєднання відповідних морфем. До полісинтетичних мов належать чукотсько-камчатські, ескімосько-алеутські, абхазько-адигські та багато індіанських мов. 